# Varrains
Varrains är en kommun i departementet Maine-et-Loire i regionen Pays de la Loire i nordvästra Frankrike. Kommunen ligger i kantonen Saumur-Sud som tillhör arrondissementet Saumur. År 2022 hade Varrains 1 282 invånare.

## Befolkningsutveckling
Antalet invånare i kommunen Varrains
| Referens: INSEE |